# James Playfair
James Octavius Playfair (19 décembre 1738 - 26 mai 1819) est un pasteur et auteur écossais et une figure éminente des Lumières écossaises.

## Biographie
Il est né à West Bendochy dans le Perthshire, fils de George Playfair (décédé en 1786), un fermier, et de son épouse, Jean Roger (décédé en 1804) .
Il étudie à l'Université de St Andrews, puis est devenu pasteur de Newtyle (1770-1777) et de Meigle (1777-1800). Il est ensuite nommé directeur de l'Université St Andrews en 1800. Au cours de cette période, il est également pasteur de l'église St Leonard à St Andrews.
En 1779, St Andrews lui décerne un doctorat honorifique (DD). En 1787, il est élu membre de la Royal Society of Edinburgh. Ses proposants sont John Playfair (un cousin éloigné) et Alexander Fraser Tytler .
Il est l'historiographe officiel du prince de Galles.
Il est décédé à Dalmarnock près de Glasgow. Il est enterré à Glasgow mais est également commémoré sur la tombe de sa femme dans le cimetière de la Cathédrale de St Andrews.

## Famille
En 1773, il épouse Margaret Lyon (1751-1831), fille du révérend George Lyon de Longforgan. Ils ont dix enfants, dont Sir Hugh Lyon Playfair et Dr George M. Playfair .
Il est grand-père de Lyon Playfair (1er baron Playfair).

## Publications
- Un système de chronologie (1782)
- Un système de géographie ancien et moderne (1810-1814)
- Atlas général ancien et moderne (1814)
- Une description géographique et statistique de l'Écosse (1819);